# Rex-Acme
|  | No s'ha de confondre amb Rex (motocicleta). |

Rex, Rex Motorcycles o Rex-Acme fou un fabricant d'automòbils i motocicletes britànic que va començar a Birmingham el 1900. Rex es va fusionar aviat amb un fabricant de bicicletes i automòbils de Coventry anomenat Allard i, més tard, el 1922, la companyia es va fusionar amb Acme Motor Co, un fabricant de motocicletes de Coventry, per a formar "Rex Acme". L'empresa va continuar fins al 1933 i, a la seva bona època, va ser considerada un dels grans noms de la indústria motociclista britànica.

## Història

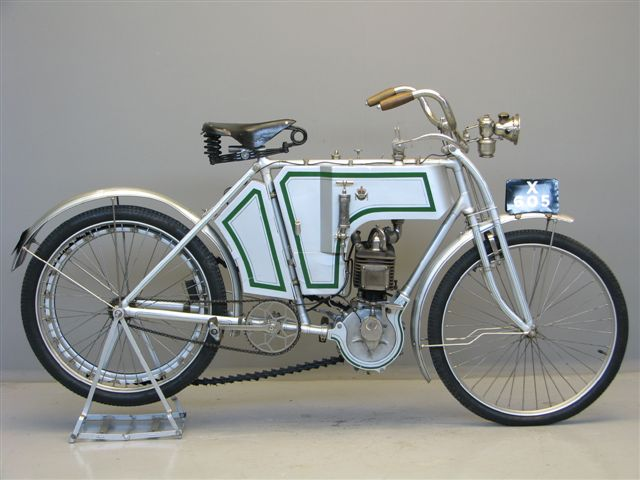
Motocicleta Rex 380 cc de 1904

William Williamson va fundar la Birmingham Motor Manufacturing and Supply Co a mitjan 1901. Williamson s'havia iniciat en el negoci del motor uns anys abans i era molt conegut dins el món de la competició. Entre altres èxits, havia guanyat la Catford Hill-Climb (en bicicleta).
La firma va fer servir la marca comercial Rex per al seu cotxe lleuger i per a la seva motocicleta Rex d'1,75 CV. Tenia la seu al número 189 de Broad Street, Birmingham, i la fàbrica a Coventry. Al març de 1902, Allard & Co, un fabricant de bicicletes als seus inicis que havia fabricat també un tricicle a motor i un cotxe lleuger, va comprar els actius i els drets de la companyia. El juny de 1902, l'empresa va canviar el nom per Rex Motor Manufacturing Co. Ltd. i va establir la seu a Osborne Road, al districe d'Earlsdon de Coventry.
Al mateix temps, la fàbrica es va ampliar i la producció va créixer fins a arribar a una gamma de motocicletes i automòbils de tres i quatre rodes. Els fundadors van caure amb la junta directiva i van deixar la companyia el 1911.
El 1919, Rex Motor Manufacturing Co. es va fusionar amb l'Acme de Coventry i el 1921, les dues empreses van començar a vendre motocicletes Rex-Acme. El pilot Wal Handley va competir amb motocicletes d'aquesta marca amb gran èxit i fins i tot es va convertir en directiu de l'empresa, però se'n va anar el 1928 per a pilotar per a diverses marques de motocicleta. Handley va córrer amb Blackburne monocilíndriques de 173 cc i el 1926, amb bicilíndriques en V (V-twin) de 498 cc.
L'anomenada de Rex es va començar a esvair i el 1932, l'empresa fou adquirida pels fabricants de sidecars Mills-Fullford, els quals van deixar de fabricar les motocicletes Rex-Acme el 1933. Altres pilots famosos que conduïen motos Rex-Acme varen ser H. G. Tyrell Smith, Arthur Taylor, Charles Needham, Hans Hasenauer, Felice Bonetto, Karl Machu i Otto Cecconi.

## Automòbils Rex

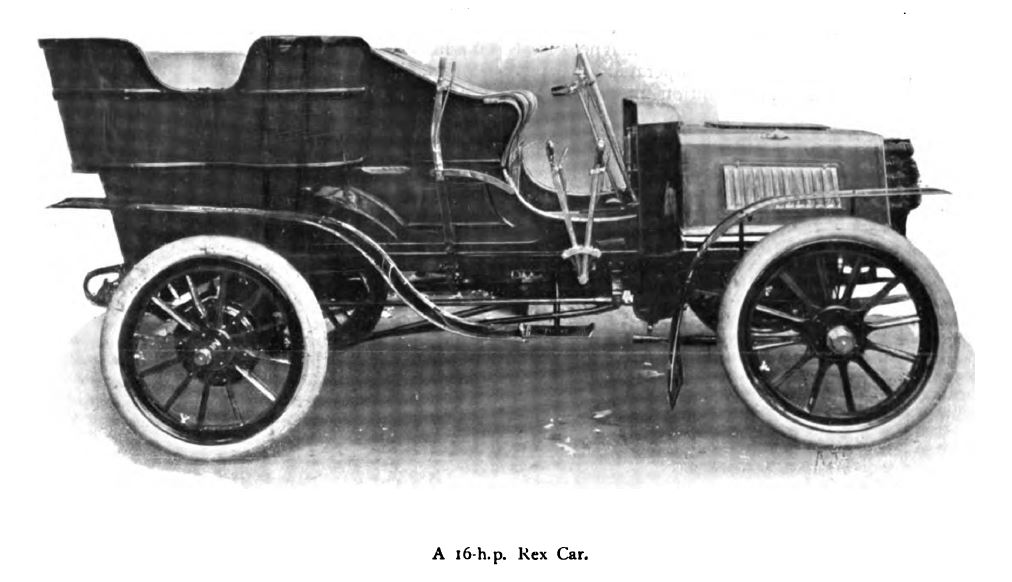
Automòbil Rex 16HP de 1903

El 1901, l'empresa va exhibir el "Rex King of British Motor Cars" a l'estand número 20 del saló de l'automòbil de Crystal Palace. Es tractava d'un automòbil de 4 places, inicialment amb 6,5 CV de potència (tot i que durant l'any següent se li va anar augmentant progressivament i, de cara a l'exposició de la primavera de 1903 als Agricultural Halls, el motor ja estava disponible amb fins a 16 CV). A l'estand de la marca també s'hi mostrava el motor de 10 CV, un de monocilíndric refrigerat per aigua de fabricació pròpia amb vàlvula d'entrada automàtica.
Al maig de 1904 va arribar a les sales d'exposició el Rexette, comercialitzat com a "King if Little Cars". Es tractava d'un cotxe de tres rodes ("tricar") de 5 CV amb seients en tàndem -el conductor al darrere-, amb tracció a una sola roda posterior.

## Motocicletes Rex (1902 - 1922)
La motocicleta Rex es va anunciar el 1902 com a King of Motor Bicycles, challenges any Motor Bicycle in the World of whatever HP weighing under 100 lbs for speed, hill-climbing and economy ("rei de les bicicletes de motor, desafia qualsevol bicicleta de motor del món de qualsevol potència que pesi menys de 100 lliures en velocitat, pujades de muntanya i economia").
Cap al 1903, Rex va produir motocicletes amb el motor situat a sobre de la roda anterior, sobre la qual exercia la tracció (la posició del motor Werner). Els motors eren propis de Rex i n'hi havia de monocilíndrics i V-twin. El 1904 aparegué un model de 372 cc que tenia el silenciador fos amb el cilindre d'una sola peça. El 1905, el model Rex de vàlvula lateral lliurava una potència de 3,25 CV. El 1907 va aparèixer la Rex Lighweight, amb un nou disseny de bastidor. El motor tenia 76 mm de diàmetre per 80 de carrera (362 cc), amb vàlvula d'entrada automàtica i transmissió directa per corretja.

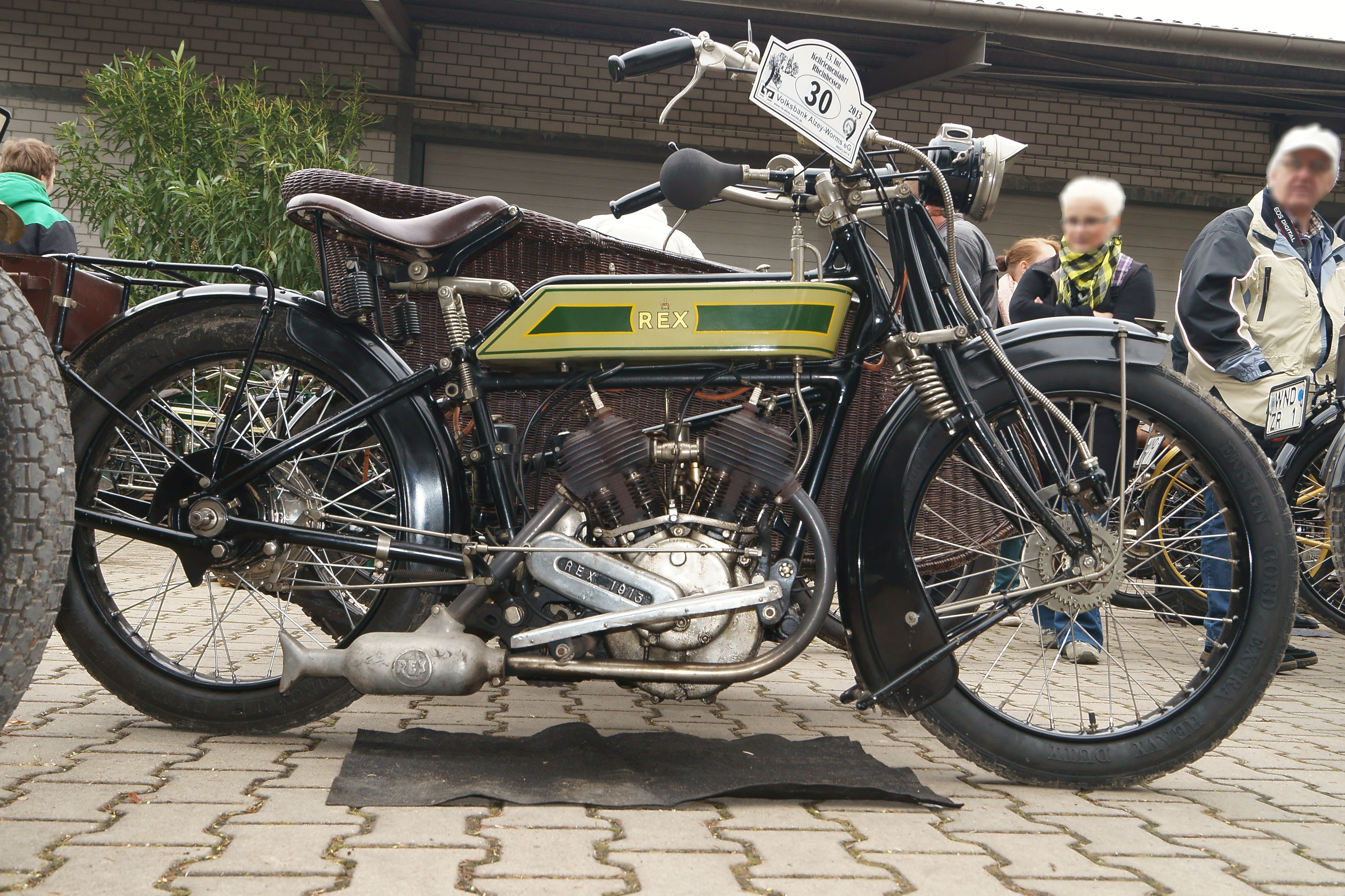
Motocicleta Rex 5 HP de 1913

Al Stanley Show de 1908, Rex va exposar models monocilíndrics de 3,5 CV i bicilíndrics de 5 CV (tots dos amb vàlvules d'entrada automàtica). El model de 5 CV duia caixa de canvis de 2 velocitats.
A l'exposició de 1909, Rex va presentar un model de dos temps amb el mateix diàmetre i carrera que el monocilíndric, i un parell de motocicletes 'Speed King', versions del monocilíndric i V-twin equipades amb bastidor rígid, forquilles sense suspensió i transmissió directa per corretja.
Més tard, l'empresa va fer servir motors Blackburne de 532 i 896 cc amb eixos d'engranatges patentats per Roc. Quan la companyia va acomiadar els fundadors el 1911, George Hemingway tenia motors fabricats a casa de nou, però encara es van construir models amb altres motors. Rex va fabricar les seves primeres forquilles telescòpiques el 1906, va utilitzar motors de vàlvules rotatives i el 1908 va ser el primer fabricant a introduir un angle descendent al tub superior del xassís, reduint així la posició de conducció.
El 1914 hi havia disponibles al mercat un model de dos temps de 349 cc i un V-twin de 940 cc.
Després de la Primera Guerra Mundial, la primera moto de la firma, una monocilíndrica sv de 550 cc, es va retirar aviat del mercat a favor dels nous models amb motor Blackburne. Aquests tenien disponible una versió amb sidecar amb més distància entre eixos. Les monocilíndriques cubicaven 499 cc i les V-twin, 998 cc.

## Rex Acme (1922 - 1933)

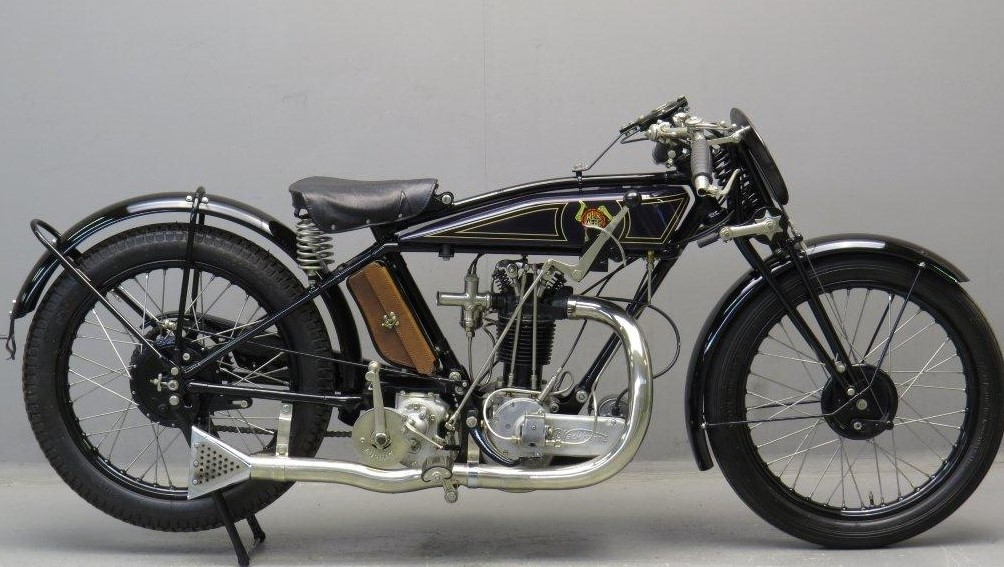
Rex-Acme amb motor Blackburne 350 cc de competició (1926)

En els anys següents, les motocicletes Rex-Acme van fer servir motors de 173 a 746 cc. N'hi havia de Blackburne sv i ohv, de JAP sv i també un de Barr & Stroud amb vàlvula de màniga de 348 cc. El 1928 hi havia també disponible un model amb motor MAG de 346 cc ohv.
La gamma Rex-Acme de 1929 constava dels següents models: ohv de 346 cc amb dues versions JAP, una amb diàmetre per carrera de 74 x 80 mm i l'altra amb un de 70 x 90 mm (també disponibles com a motors de doble port); motor JAP V-twin de 746 cc; monocilíndrics de 496 cc sv amb motors JAP o Blackburne; monocilíndrics de 300 cc sv amb bastidors més barats i motors JAP o Blackburne i també versions similars de 346 cc; el model Speed King amb motors Blackburne ohv de 346 cc en dues versions, i també dues versions d'un monocilíndric Blackburne ohv de 496 cc. També hi havia un model súper esportiu amb motor Villiers de 172 cc.
En els anys següents, Rex-Acme també va equipar motors MAG i Sturmey-Archer.